# ゼネラル・エレクトリック F101

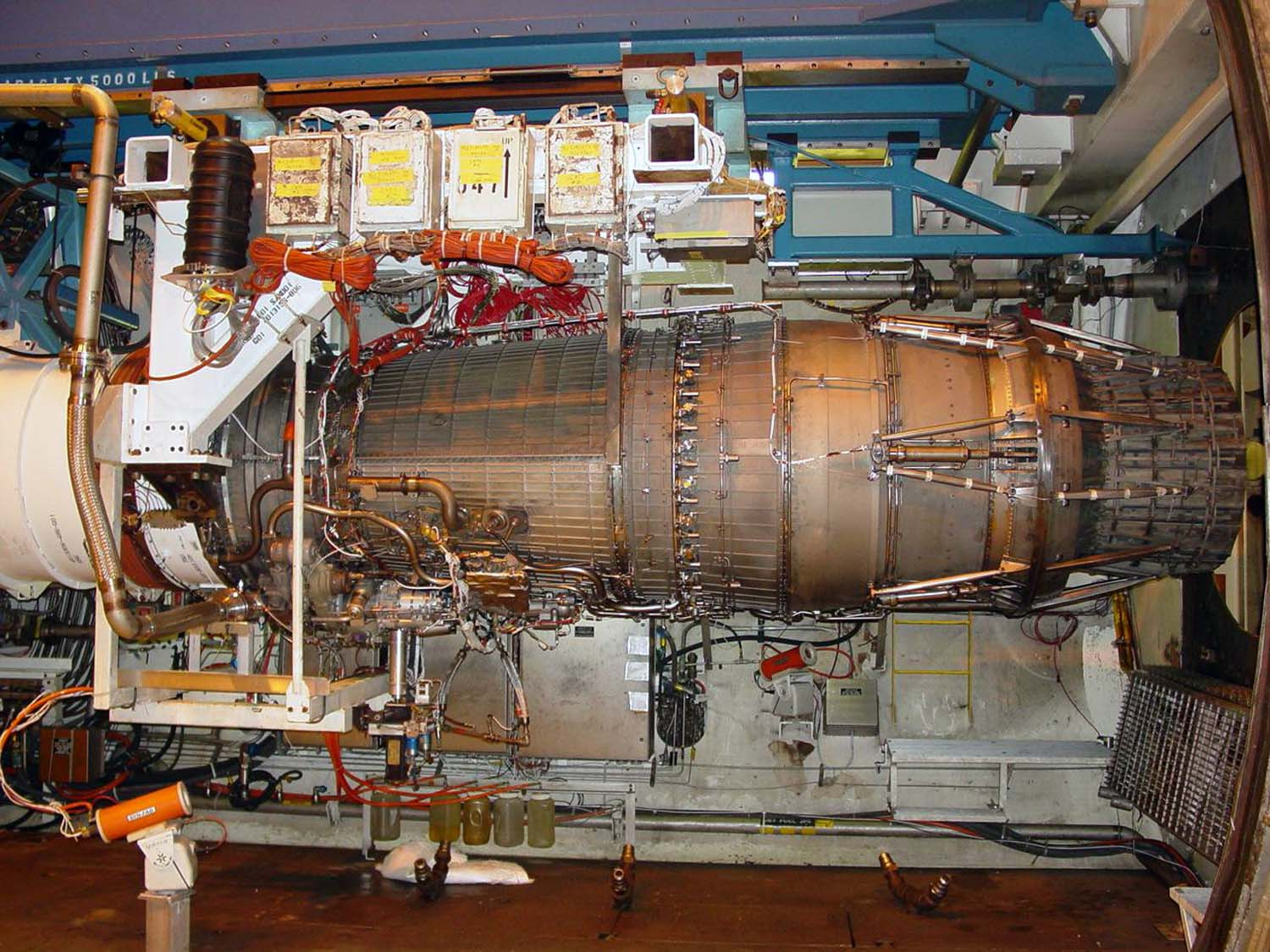
F101エンジン

F101はアメリカ合衆国で開発されたアフターバーナー付きターボファンエンジンである。開発・製造はゼネラル・エレクトリック（現GE・アビエーション）。

## 概要
1970年代に開発されたアフターバーナー付きターボファンエンジンで、ゼネラル・エレクトリック最初のアフターバーナー搭載型ターボファンエンジンでもある。アメリカ空軍のB-1戦略爆撃機のエンジンとして採用され、アフターバーナー使用時の最大推力は30,000 ポンドに達する。
B-1Aの開発は1977年に中止されたが飛行試験は継続されたため、これが生産型B-1B用F101-GE-102の開発に活かされた。F101は1984年からB-1Bに搭載され1985年から運用開始された。戦闘機用アフターバーナー付きターボファンエンジンGE F110はF101の派生型で1980年代初頭にF-16戦闘機にF101エンジンを搭載して（F-16/101）試験が行われた結果、開発されたものである。
B-1はF101エンジンのおかげで優秀な性能を持ち、空中給油せずに大陸横断できる能力を有したほか、速度、貨物、距離に関する61の世界記録を樹立する事に役立った。
F101は商業的に大成功を収めている民間機用のCFM56シリーズの原型ともなっている。

## 要目(F101-GE-100)
一般的特性
- 形式: アフターバーナー付きターボファン
- 全長: 181 in. (460 cm)
- 直径: 55 in. (140 cm)
- 乾燥重量: 4,400 lbf (1995 kg)

構成要素
- 圧縮機: ファン2枚9段軸流圧縮機
- 燃焼器: アニュラ型
- タービン: 1段高圧・2段低圧

性能
- 出力: 31,000 lb (138 kN) (アフターバーナー)
- 全圧縮比（英語版）: 26.8:1
- 燃料消費率: 2.46 lb/lbf-hr (最大)
- 推力重量比: 7.04:1 (アフターバーナー)

出典: 